# Eurystomus glaucurus
La carraca picogorda (Eurystomus glaucurus) es una especie de ave miembro de la familia las carracas. Se reproduce en diversas zonas del África tropical y Madagascar en todas las regiones excepto las muy secas. Es un reproductor de la estación de lluvias, migrando hacia zonas al norte y al sur de su rango hacia la franja más húmeda ecuatorial durante la estación seca.
La Carraca picogorda mide  29–30 cm de largo. Posee una espalda y cabeza marrón claro, cuello y pecho lila, el resto del plumaje es marrón. El ancho pico es de un amarillo intenso. Los sexos son similares, pero los juveniles son una versión parduzca de los adultos, con un pecho pálido.
Carraca picogorda se destaca en su vuelo impetuoso y recto, a causa de los colores azul brillante de sus alas y cola que contrastan con el marrón del cuerpo.
Esta es una especie de bosques abiertos con algunos árboles altos, y preferiblemente con agua en las cercanías. Estas carracas a menudo se posan de manera prominente en árboles, postes o alambres. La mayor parte del día permanecen inactivos, solo desplazando a los intrusos, pero al caer la tarde cazan hormigas y termitas, a veces en grupos de 100 o más carracas. Ellos beben de manera similar a los golondrinas, hundiendo sus picos en el agua mientras vuelan.
Esta ave anida en una cavidad desnuda en un árbol, la puesta tiene 2-3 huevos.
La llamada del Carraca picogorda es un sonido nasal k-k-k-k-k-r-r-r-r-r.